# Donald Agu
Donald Agu (* 12. Dezember 1975) ist ein ehemaliger nigerianischer Fußballspieler.

## Karriere
Agu spielte in der Jugend bei den Enugu Rangers. Seine erste Station in Europa war im Jahr 1994 der serbische Erstligist FK Obilić aus Belgrad, bei dem er bis 1995 unter Vertrag stand. Es folgte ein Jahr beim italienischen Verein Salernitana Calcio, bevor Agu 1996 nach Deutschland wechselte und sich dem Regionalligisten FC Augsburg anschloss.
Nach zwei Jahren in Augsburg wechselte Agu 1998 zum Bundesligisten Eintracht Frankfurt, bei dem er jedoch kein einziges Pflichtspiel bestritt. Im Januar 2000 unterschrieb er einen Vertrag beim Zweitligisten SSV Reutlingen, bei dem er es in den folgenden anderthalb Jahren auf 28 Ligaspiele brachte.
Im Jahr 2002 schließlich wechselte Agu zu Abahani Limited nach Bangladesch. Von dort aus kehrte er 2005 in seine Heimat Nigeria zurück und ließ seine Laufbahn bei seinem früheren Jugendverein Enugu Rangers ausklingen.